# Kurdská Wikipedie
Kurdská Wikipedie (kurdsky Wîkîpediya, Ensîklopediya Azad) je jazyková verze Wikipedie v kurdštině. V srpnu 2024 obsahovala přes 83 000 článků a pracovali pro ni 3 správci. Registrováno bylo přes 71 000 uživatelů, z nichž bylo asi 86 aktivních. V počtu článků byla 82. největší Wikipedie. V roce 2018 bylo zobrazeno celkem přes 4 miliony dotazů. Denní průměr byl 11 203 a měsíční 340 761 dotazů.
V roce 2019 bylo zobrazeno okolo 4,4 milionu dotazů. Denní průměr byl 12 044 a měsíční 366 344 dotazů. Nejvíce dotazů bylo zobrazeno v srpnu (434 883), nejméně v prosinci (280 111). Nejvíce dotazů za den přišlo v sobotu 27. července (34 711), nejméně v pondělí 23. prosince (6 340).